# Pan American Federation of American Football
 (décembre 2023).
Si vous disposez d'ouvrages ou d'articles de référence ou si vous connaissez des sites web de qualité traitant du thème abordé ici, merci de compléter l'article en donnant les références utiles à sa vérifiabilité et en les liant à la section « Notes et références ».
La Pan America Federation of American Football (Fédération Panaméricain de football américain, PAFAF) est une association de fédérations nationales fondée en 2007 et qui a pour vocation de gérer et de développer le football américain en Amérique.
Elle gère également les qualifications d'équipes d'Amérique du Nord, des Caraïbes, d'Amérique centrale, d'Amérique du Sud pour la coupe du monde.
La PAFAF est membre de l'Fédération internationale de football américain (IFAF) et est basé à Miami aux États-Unis.